# Begonia concinna
Espèce
Synonymes
- Begonia junghuhniana f. acutifolia Miq.[1]

Begonia concinna est une espèce de plantes de la famille des Begoniaceae.
L'espèce fait partie de la section Pritzelia.
Elle a été décrite en 1827 par Heinrich Wilhelm Schott (1794-1865).

## Répartition géographique
Cette espèce est originaire du pays suivant : Brésil.